# Хорсшу Бич (Флорида)
Хорсшу Бич (енгл. Horseshoe Beach) град је у америчкој савезној држави Флорида. По попису становништва из 2010. у њему је живело 169 становника.

## Демографија
Према попису становништва из 2010. у граду је живело 169 становника, што је 37 (18,0%) становника мање него 2000. године.
| Група             | 2000.       | 2010.       |
| Белци             | 196 (95,1%) | 167 (98,8%) |
| Афроамериканци    | 9 (4,4%)    | 0 (0,0%)    |
| Азијати           | 0 (0,0%)    | 0 (0,0%)    |
| Хиспаноамериканци | 1 (0,5%)    | 2 (1,2%)    |
| Укупно            | 206         | 169         |